# K-League de 2011
A K-League de 2011 foi a 29º edição da principal divisão de futebol na Coreia do Sul, a K-League. A liga começou em fevereiro e terminou em dezembro de 2011. 
Quinze times participaram da liga. O Jeonbuk Hyundai Motors foi o campeão.